# Spoorlijn 245
Spoorlijn 245 was een Belgische industrielijn in Saint-Ghislain en liep van station Saint-Ghislain naar de haven van Saint-Ghislain aan het inmiddels gedempte Kanaal Bergen-Condé. De enkelsporige lijn was 1,9 km lang en werd gesloten in 1973.

## Aansluitingen
In de volgende plaats was er een aansluiting op de volgende spoorlijnen:
Saint-Ghislain
Spoorlijn 78 tussen Saint-Ghislain en Doornik
Spoorlijn 90 tussen Denderleeuw en Saint-Ghislain
Spoorlijn 97 tussen Bergen en Quiévrain
Spoorlijn 99 tussen Saint-Ghislain en Warquignies
Spoorlijn 100 tussen Saint-Ghislain en Maffle
Spoorlijn 102 tussen Saint-Ghislain en Frameries